# Pierre Nobécourt
Pierre, André, Alexandre Nobécourt, né le 28 décembre 1871, rue Vaneau, à Paris et mort le 19 novembre 1943 à Louveciennes, est un médecin français, professeur de clinique médicale des enfants à la faculté de médecine de Paris. Il se préoccupa pendant toute sa carrière de l’hygiène des enfants.

## Biographie
Pierre Nobécourt fait ses études aux lycées Saint-Louis et Henri-IV, puis à la faculté de médecine de Paris en 1890. Il devient l'élève de Charles Bouchard, lors de son année d’externat à l'hôpital de la Charité de Paris, de 1893 à 1894, interne de 1895 à 1898, il fait sa dernière année à l’hospice des Enfants-Assistés, sous l’autorité du professeur  Victor Henri Hutinel. Il est docteur en médecine en 1899, sa thèse traite de la pathogénie des maladies gastro-intestinales des enfants, chef de clinique adjoint de 1899 à 1900.
Il se marie avec Madeleine Moreau en 1902.
Il est professeur agrégé en 1907 et est nommé médecin des hôpitaux, en 1908. Élève et ami d'Hutinel, il est son chef de laboratoire aux Enfants-Malades, de 1907 à 1918.
Durant la Première Guerre mondiale, il est mobilisé le 2 août 1914 comme médecin-major de 2e classe, nommé médecin-chef de l’hôpital temporaire des contagieux de Besançon. En 1915, il est transféré au centre hospitalier de Fismes, comme chef de service dans la 5e Armée. Deux ans plus tard, il est nommé médecin-consultant de la 6e Armée, avant d’être nommé adjoint technique du directeur du Service de Santé du Gouverneur militaire de Paris jusqu'en février 1919. 
Pierre Nobécourt est médecin à l’hôpital de la Maternité en 1919. Il succède à Hutinel en 1921, comme professeur de clinique aux Enfants-Malades et jusqu'en 1941, âge de la retraite, il enseigne la pédiatrie.

## Œuvres et publications
- Recherches sur la pathogénie des infections gastro-intestinales des jeunes enfants, Paris, G. Steinheil, 1899. 87 p.
- Conférences pratiques sur l’alimentation des nourrissons, Paris, Masson, 1914, 373 p.
- « Les laits fermentés dans la thérapeutique de la première enfance », dans LPM, 1920, n°79, p. 1448-1450.
- Hygiène sociale de l’enfance, Paris, Masson et Cie, éditeurs, 1921, 596 p.
- Clinique médicale des enfants : troubles de la nutrition et de la croissance, Paris, Masson et Cie, 1926, 404 p.
- Précis de médecine des enfants, Paris, Masson et Cie, 1942, 1336 p.

### En collaboration
- Pierre Nobécourt et Léon Tixier, « La pression artérielle dans la scarlatine infantile », Journal de physiologie et de pathologie générale, vol. 3,‎ 1908, p. 495-504 (lire en ligne, consulté le 8 septembre 2020).

- Pierre Nobécourt, Conseils pratiques d'hygiène infantile, publiés sous la direction du Dr Nobécourt, avec la collaboration de MM. le Dr Babonneix, le Dr Darré, le Dr Paisseau, le Dr Prosper Merklen, le Dr Roger Voisin, le Dr Léon Tixier, Paris, J.-B. Baillière, 1914, 370 p. (lire en ligne).

- Nobécourt Pierre, Maillet Marcel, La Thérapeutique du nourrisson en clientèle, Paris, N. Maloine, 1927, 915 p.

- Pierre Nobécourt Pierre, Léon Babonneix, Les enfants et les jeunes gens anormaux, Paris, Masson, 1939.

## Distinctions et reconnaissance

### Décorations françaises
- Commandeur de la Légion d'honneur
- Croix de guerre 1914–1918

### Sociétés savantes
Il est élu membre de l'Académie de médecine pour la section de thérapeutique, le 16 janvier 1923. 
Nobécourt est actif au sein des sociétés médicales, et plus particulièrement au sein de la Société médicale des hôpitaux de Paris et de la Société de pédiatrie de Paris, membre de nombreuses sociétés étrangères de pédiatrie.
il est président de l’œuvre nouvelle des Crèches parisiennes et président du Comité national de l'Enfance.